# Amethystwelt Maissau

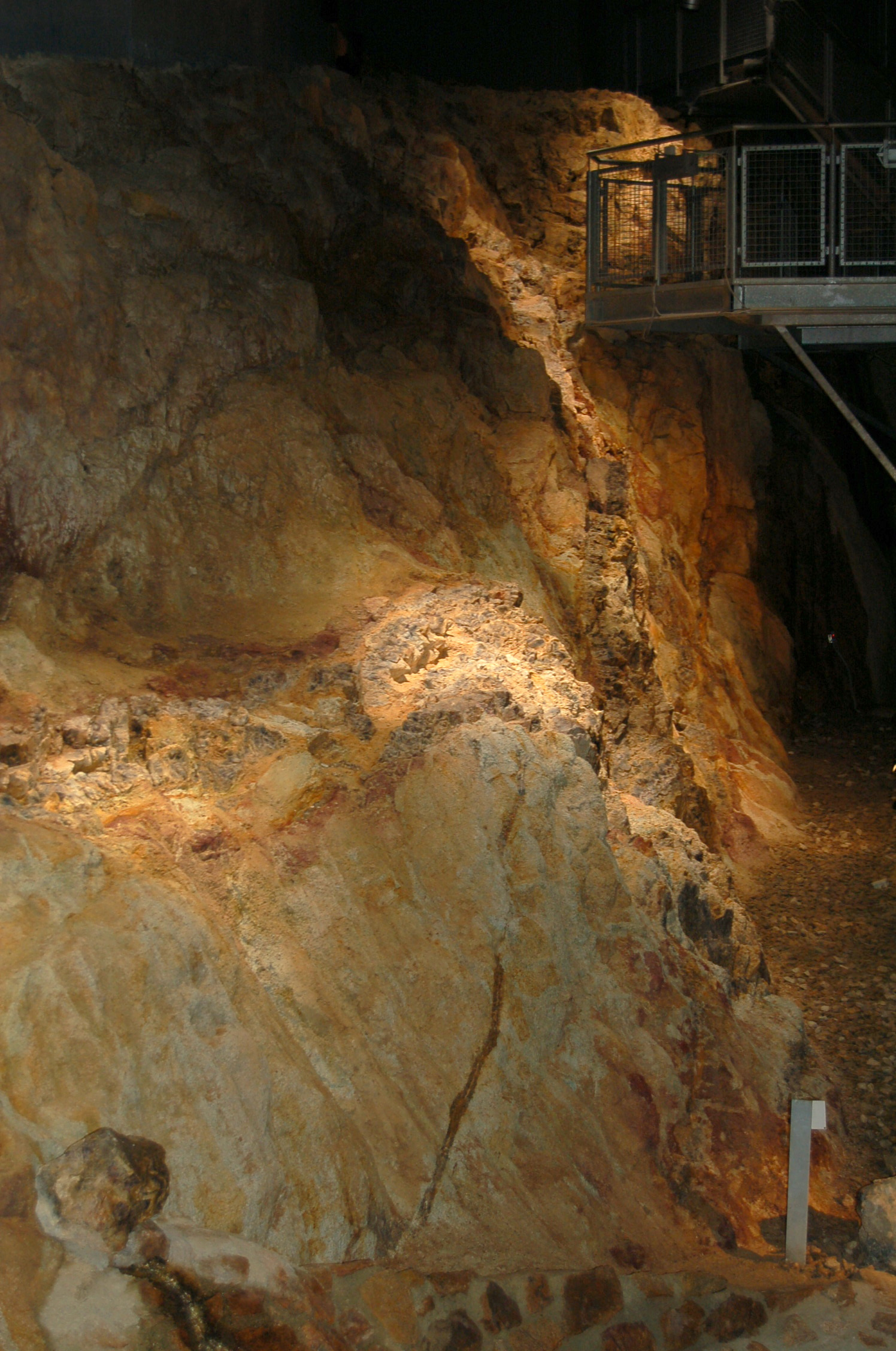
Der freigelegte Amethystgang in der Amethystwelt Maissau

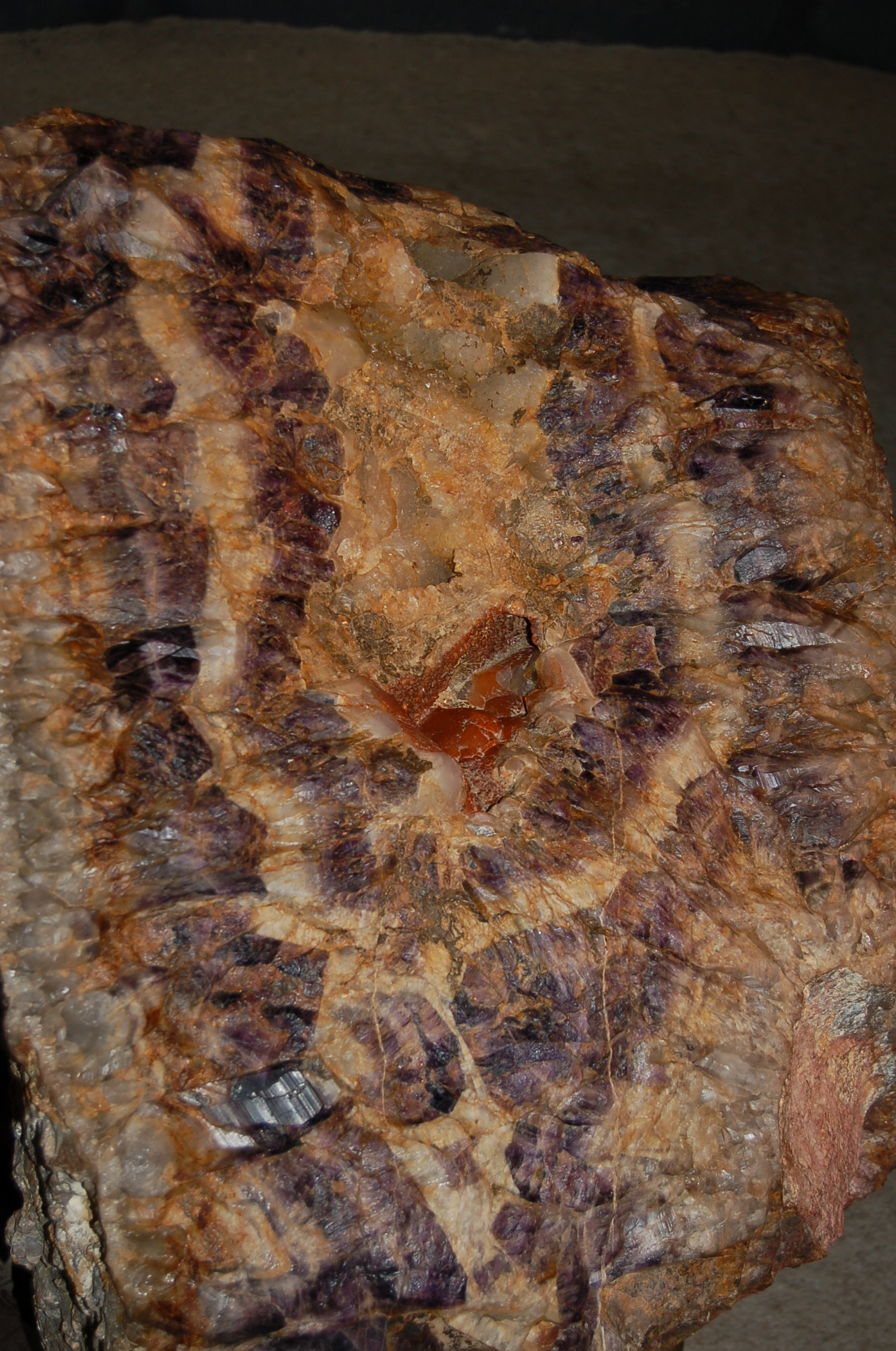
Maissauer Bänderamethyst

Die Amethystwelt Maissau ist ein Museum mit angeschlossenem Themen- und Freizeitpark in Maissau in Niederösterreich, das über einer der weltweit größten, zugänglichen Amethyst-Adern errichtet wurde.

## Geschichte
Bereits 1845 wurde bei Steinbrucharbeiten zufällig eine große Amethyst-Ader entdeckt, jedoch förderte erst zwischen 1986 und 1994 die Krahuletz-Gesellschaft Eggenburg mehrere wissenschaftliche Grabungen auf diesem Gebiet, bei der mehrere große Amethyste gefunden wurden. Der zu dieser Zeit amtierende Bürgermeister Alfred Winkler (1987–2000) erkannte die Möglichkeit, aufgrund dieser geologischen Besonderheit Kultur- und Tourismusentwicklung in der Region voranzubringen, und gab mehrere diesbezügliche Studien in Auftrag.
1999 wurde die „Maissauer Amethyst GmbH“ mit der Stadtgemeinde Maissau als Hauptgesellschafter gegründet. Ab September 1999 ergaben systematische Bodenuntersuchungen und Sondierungsgrabungen einen gesicherten Verlauf der Amethystader von ca. 400 m, wobei eine Gesamtmächtigkeit des weltweit einzigartigen Bänderamethystes von etwa einem Kilometer angenommen werden kann. Ein Jahr später wurde der Bau der „Amethystwelt“, einer Gesamtanlage aus Museum, Erlebnis- und Freizeitpark, beschlossen. Noch im gleichen Jahr konnten bereits erste Besucher in einem neu angelegten „Schatzgräberfeld“ Erfahrungen auf dem Gebiet der Edelstein-Suche und Schürftechnik machen. (Das „Schatzgräberfeld“ liegt neben der Ader und enthält nur importierte Amethyste.)
Nach dem Baubeginn im Mai 2002, der Fertigstellung des 1. Bauabschnittes im Herbst 2003 und der Fertigstellung des Gesamtprojektes bestehend aus Schaustollen, zentralem Amethystpavillon mit Ausstellungsräumen und Multimedia-Show, Kraftgarten und Amethystpark für Esoteriker sowie Erlebnisspielplatz mit angeschlossenen Restaurants Ende 2004 erfolgte im Februar 2005 die feierliche Eröffnung der „Amethystwelt Maissau“ durch Landeshauptmann Erwin Pröll. Ein Jahr später war auch der Chakrenweg fertiggestellt.
Im Dezember 2009 begannen Planungen zum Bau des neuen Edelsteinhauses, das im Mai 2012 fertiggestellt wurde. Das neue Edelsteinhaus in der Amethystwelt erweitert das Angebot und präsentiert Edelsteine in einer noch nie gezeigten Form. Hier wird von einer Einführung in die Mineralogie über die Suche nach Edelsteinen und Mineralien aus der ganzen Welt, der Weg von der Entwicklung der Rohsteine zum geschliffenen Edelstein bis zum fertigen Schmuckstück gezeigt.
Die seit Mai 2013 fertiggestellte Schmuckwerkstätte im Shop der Amethystwelt präsentiert eigene Schmucklinien der Amethystwelt. Verschiedene Goldschmiede arbeiten dort zu bestimmten Zeiten und zeigen die Bearbeitung von Schmuckstücken, beraten in Sachen Schmuck- und Farbedelsteine.
Am 3. Jänner 2018 meldete das Unternehmen wegen Zahlungsunfähigkeit, auch aufgrund fehlender Besucherzahlen, Insolvenz an. Der Betrieb soll laut einem Bericht des ORF Niederösterreich jedoch weitergehen.